# Glyptomorpha
Glyptomorpha is een geslacht van insecten uit de orde vliesvleugeligen (Hymenoptera) en de familie schildwespen (Braconidae).

## Soorten
- G. albomacula (Fahringer, 1928)
- G. baetica (Spinola, 1843)
- G. bequaerti Szepligeti, 1914
- G. bifasciata Szepligeti, 1914
- G. concolor Szepligeti, 1911
- G. constantinensis (Strand, 1910)
- G. discolor (Thunberg, 1822)
- G. dispar Tobias, 1986
- G. dubia Szepligeti, 1908
- G. egyptiaca Sarhan & Quicke, 1989
- G. elector (Kokujev, 1898)
- G. erythraeana Szepligeti, 1913
- G. exsculpta Shestakov, 1926
- G. ferruginea Holmgren, 1868
- G. formidabilis (Marshall, 1897)
- G. fumipennis (Cameron, 1906)
- G. gracilis (Szepligeti, 1901)
- G. intermedia (Szepligeti, 1901)
- G. irreptor (Klug, 1817)
- G. kasparyani Tobias, 1976
- G. melanopa (Cameron, 1911)
- G. nachitshevanica Tobias, 1976
- G. nigrovenosa (Kokujev, 1898)
- G. orientalis Szepligeti, 1914
- G. ovata Telenga, 1936
- G. pallidinervis (Cameron, 1906)
- G. pectoralis (Brulle, 1832)
- G. punctidorsis (Brulle, 1846)
- G. roborowskii (Kokujev, 1907)
- G. rufiscapus Szepligeti, 1914
- G. semenowi (Kokujev, 1898)
- G. shelkovnikovi (Telenga, 1936)
- G. tabida Fahringer, 1928
- G. tegularis Szepligeti, 1914
- G. teliger (Kokujev, 1898)
- G. telugosa (Shenefelt, 1978)
- G. thoracica Ashmead, 1900
- G. transvaalensis (Cameron, 1911)